# Jillian Banfield
Pour les articles homonymes, voir Banfield.
Jillian Banfield, née 18 août 1959 à Armidale, est une biochimiste et géomicrobiologiste australienne. En 2011, elle reçoit le prix L'Oréal-Unesco pour les femmes et la science pour ses travaux sur le comportement des bactéries et de la matière dans des conditions extrêmes ayant une incidence sur l’environnement et sur la Terre.

## Biographie
En 1978, elle s'inscrit à l'université nationale australienne où elle obtient un baccalauréat universitaire en sciences en 1981. En 1985, elle obtient une maîtrise universitaire ès sciences. En 1986, elle s'inscrit à l'université Johns-Hopkins où elle obtient en 1987, un masters of art en sciences de la terre et des planètes. Elle achève son doctorat en 1990 sous la direction du professeur David Veblen. De 1990 à 2001, elle enseigne et dirige des recherches à l'université du Wisconsin à Madison. De 1996 à 1998, elle enseigne à l'université de Tokyo. Depuis 2001, elle enseigne à l'université de Californie à Berkeley et dirige des recherches au Laboratoire national Lawrence-Berkeley

## Récompenses et honneurs
- 1999 : Prix MacArthur[5]
- 2000 : Bourse Guggenheim[6]
- 2006 : Membre de l'Académie nationale des sciences[7]
- 2011 : Prix L'Oréal-Unesco pour les femmes et la science[2]
- 2015 : Membre de l'Académie australienne des sciences[8]
- 2018 : Membre de la Royal Society[9].
- 2023 : Médaille Leeuwenhoek[10]